# Mesabolivar difficilis
Mesabolivar difficilis là một loài nhện trong họ Pholcidae. Loài này được phát hiện ở Brasil.